# Red Stone
Red Stone ist ein 2D Free-to-play Fantasy Massively Multiplayer Online Game, das von L&K Logic entwickelt wurde. Die Welt teilt sich in mehrere Ebenen auf, die durch Teleporter miteinander verbunden sind. Spieler können Gruppen erstellen und mit anderen Spielern agieren.

## Handlung
Die Handlung von Red Stone spielt sich auf dem fiktiven Kontinent Prandel ab. Etwa 500 Jahre vor dem Spielgeschehen, an einem Junitag im Jahr 4423, schien dieser kurz vor dem Untergang zu stehen. An diesem „Tag des roten Himmels“ fiel laut einer Legende der riesige Red Stone auf die Erde herab und brachte sie zum Brennen. Der Stein zersprang in unzählige Teile, die sich über das gesamte Land verteilten. Mysteriöserweise sind alle Teile seither verschwunden und verloren. Bis zum heutigen Tag sprechen die Leute über die vermissten Teile des Red Stone. Sie sollen der Überlieferung zufolge ewige Jugend und Gesundheit verleihen, während Andere vor den Kräften warnen und eine sehr große Gefahr in der Macht der Steine sehen.

## Spielprinzip
Bei Red Stone zieht der Spieler, allein oder mit einer Gruppe von anderen Spielern, durch die Welt von Prandel. Er kann verschiedene Aufgaben annehmen, um an Belohnungen und Erfahrungspunkte zu kommen. Je weiter der Spieler aufsteigt, desto schwerer werden die Gegner und die Aufgaben. Die Spieler können seltene Gegenstände als Beute erhalten und diese mit anderen Spielern tauschen.

## Red Stone Weltweit

### Gem Stone (Korea)
Das original Red Stone stammt aus Korea, wurde 2004 veröffentlicht und heißt dort Gem Stone.

### Red Stone in Japan
2007 wurde Red Stone in Japan veröffentlicht und war ein großer Erfolg.
Am 26. Mai 2011 wurde Red Stone als Rollenspiel für den Nintendo DS veröffentlicht. Das Spielprinzip ist erhalten geblieben, nur die Grafik wurde aktualisiert und an den DS angepasst.

### Red Stone Nordamerika
Red Stone wurde 2007 von OGPlanet aus Korea nach Nordamerika gebracht und ins Englische übersetzt. Das original Gameplay ist erhalten geblieben.

### Red Stone Deutschland
Am 8. Dezember 2011 wurde Red Stone auf Deutsch veröffentlicht. Das komplette Spiel wurde ins Deutsche übersetzt und Spieler aus Deutschland, Österreich und der Schweiz können hier in ihrer Landessprache spielen.
Am 22. August 2012 wurde der deutsche Red Stone Server von OGPlanet geschlossen.

## Klassen und Verwandlungen
In Red Stone gibt es 8 verschiedene Klassen, aus denen die Spieler wählen können. Jede Klasse hat ihre Vorteile und Schwächen. Jede Klasse besteht aus zwei Charakteren zwischen denen der Spieler wechseln kann. Durch das Ausbauen bestimmter Fähigkeiten können die Spieler ihren Charakter für ihren Spielstil anpassen.

### Die Klassen
- Knappe/Krieger
- Bogenschütze/Lancier
- Priester/gefallener Engel
- Jäger/Beschwörer
- Dieb/Mönch
- Prinzessin/kleine Hexe
- Nekromant/Dämon
- Zauberer/Werwolf